# Stufa a candela

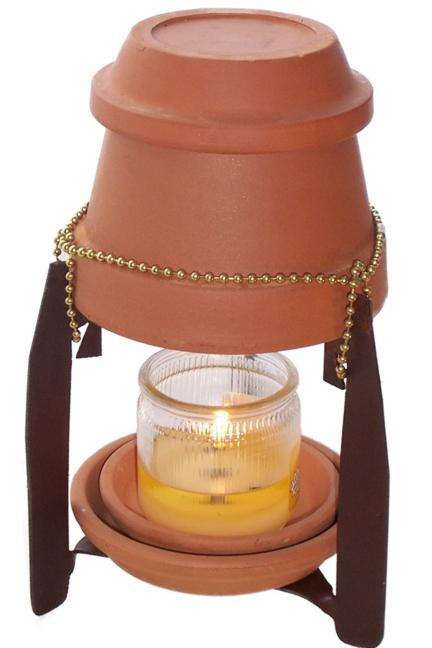
Una stufa a candela

La stufa a candela è una stufa per il riscaldamento di un ambiente costituita da una o più candele, da un portacandela per contenere la cera fusa durante la combustione della fiamma, da un sottovaso e da uno o più vasi in terracotta vuoti e con un buco sul fondo, girati a testa in giù e tenuti fermi con delle staffe metalliche e con una catenina. Questa stufa è molto economica, ma data la bassa efficienza, è più adatta per il riscaldamento di ambienti piccoli oppure può essere utile in situazioni di emergenza, come ad esempio se si guasta la stufa adibita al riscaldamento di un ambiente.

## Funzionamento
La fiamma della candela riscalda il fondo di uno o più vasi in terracotta messi insieme producendo calore, dopodiché quest'ultimo ne viene fuori dalla parte bassa del vaso e dal buco situato nel fondo riscaldando l'ambiente. Inoltre la candela è posizionata su un portacandela per contenere la cera fusa dal funzionamento della candela, per poi solidificarsi. Questo tipo di stufa è più indicato per il riscaldamento di ambienti piccoli vista la bassa efficienza di riscaldamento, possibilmente se dotati di una finestra per cambiare l'aria, in quanto nel momento in cui è accesa, viene prodotto biossido di carbonio e questo può essere dannoso per la salute. La candela e tutti gli elementi conduttori di calore (terracotta, metalli etc...) raggiungono temperatura molto elevate per cui è molto importante non toccarla fin che non si raffredda e tenerla in un luogo sicuro e fuori dalla portata di bambini e animali.

## Vantaggi e svantaggi

### Vantaggi
Questa stufa oltre ad essere economica e adatta per riscaldare locali piccoli, è utile in caso di emergenza, come ad esempio durante un black out oppure se si guasta la stufa principale di un ambiente.

### Svantaggi
Oltre alla già citata bassa efficienza, questo tipo di stufa, quando è in funzione, produce biossido di carbonio, il cui accumulo è dannoso per la salute. È pertanto consigliabile fare in modo che ci sia un adeguato ricambio d'aria nell'ambiente. La candela, quando è accesa, consuma cera fino al suo esaurimento, per poi spegnersi; pertanto, è necessario che avvenga la sostituzione della candela esaurita con una nuova per consentire il continuo funzionamento della stufa. Se la stufa viene toccata quando è accesa, si possono riportare serie ustioni. Se ci sono correnti d'aria nell'ambiente, come a seguito dell'apertura di una finestra, o in presenza di vento forte, questi potrebbero provocare uno spegnimento della candela. Perciò è consigliabile riaccendere la stufa dopo aver chiuso la finestra ed aver fatto un buon ricambio d'aria nel locale. Se il portacandela è troppo pieno va svuotato e pulito. Infine questa stufa è pericolosa se viene a contatto con materiali infiammabili o non ignifughi, perché può provocare incendi causando danni a persone e cose.